# トーマス・エイベル・ブリメイジ・スプラット

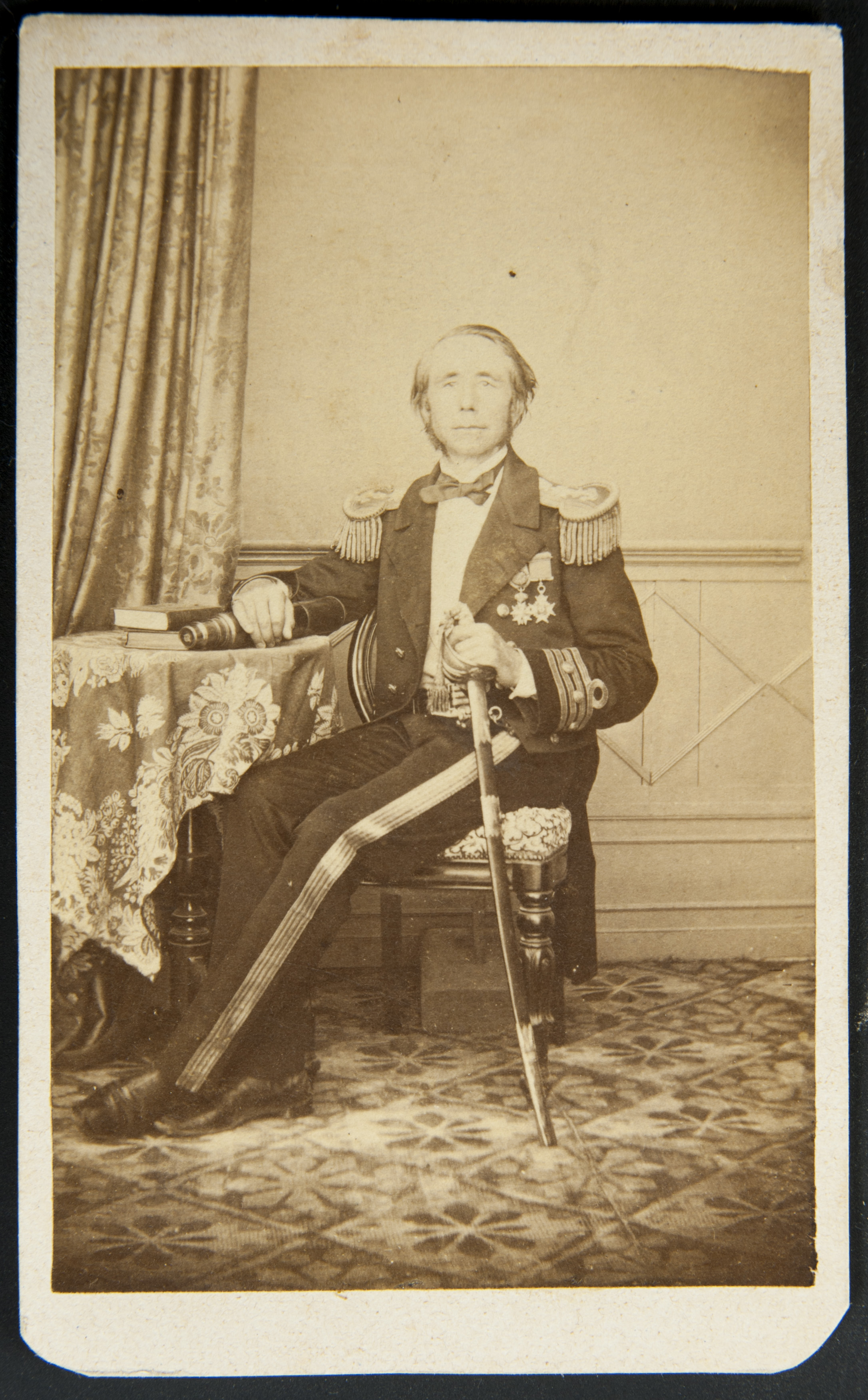
トーマス・エイベル・ブリメイジ・スプラット

トーマス・エイベル・ブリメイジ・スプラット (英: Thomas Abel Brimage Spratt, 1811年5月11日 - 1888年3月12日) は、イギリスの海軍軍人、水路学者、地質学者。最終階級は、海軍中将。

## 生涯
トラファルガーの戦いの英雄ジェームズ・スプラットの長男で、デヴォン州ティンマスの東部にあるウッドウェイ・ハウスという父の別荘で生まれた。1827年にイギリス海軍へ入隊し、1863年までほぼ継続して地中海地域の調査に従事した。クリミア戦争では調査船スピットファイア号の指揮官として黒海で功績をたて、1855年にバス勲章コンパニオン (CB) を授与された。
調査船ビーコン号に乗船していた博物学者エドワード・フォーブスとは早くに親交をもち、1841年から1843年にかけて彼らは海洋生物の深度分布の観察を行った。スプラットの博物学と地質学への興味は特にフォーブスに負うところが大きい。1847年に彼らはTravels in Lycia, Milyas, and the Cibyratisを共著で発表している。1856年にスプラットは、「Travels in Lycia及び地質学と地理学の学会誌における重要な論文の著者」として、王立協会のフェローに選出された。
マラリアの後遺症のために故郷ティンマスで病気療養している間、彼はティンマスの砂州の動きを調査し、湾口の改良方法を提案した。1856年に調査結果をAn Investigation of the Movements of Teignmouth Barとして発表し、当時南デヴォン鉄道を建設していたイザムバード・キングダム・ブルネルにその明瞭さと実用性を賞賛されている。
1850年代後半から1860年代にかけてマルタ島で洞窟群を調査し、島嶼化により矮小化した象やカバの化石骨を大量に発見した。これらは更なる研究のために権威ある研究者たちの元に送られた。象の遺物はヒュー・ファルコナーが研究を行い、ファルコナーはマルタ島のドワーフエレファントに対してElephas melitensisという学名を与えることを考えていた。1865年に不幸にもファルコナーは病死してしまい、1868年に同僚であったチャールズ・マーチソンによってElephas melitensisを含めた遺稿が発表された。また、スプラットからファルコナーへ送られた資料から、ジョージ・バスクは大きさの異なる2種のグループを見出した。より小さなものを新種として、1867年に同僚にちなんでElephas falconeriとして発表した。スプラットはいくつかのギリシャの島々や小アジアの沿岸部で地質調査や、ナイル川デルタにおける詳細な観察を行った。
スプラットは1865年に発表したTravels and Researches in Creteで著名である。その中で彼は、クレタ島の自然地理学・地質学・考古学 (エルフテルナの橋、Eleutherna Bridge) ・博物学という多分野を巧みに記述している。2つの化石種が彼にちなんで名づけられており、数冊の書籍が彼にささげられている。1866年から1873年まで水産委員長を、1879年から亡くなるまでマージー川の管理者代理を務めた。
1888年3月12日にロイヤル・タンブリッジ・ウェルズで死去。ソフィア・プライスと結婚しており、彼らの間には息子が一人いた。